# 坎德巴里

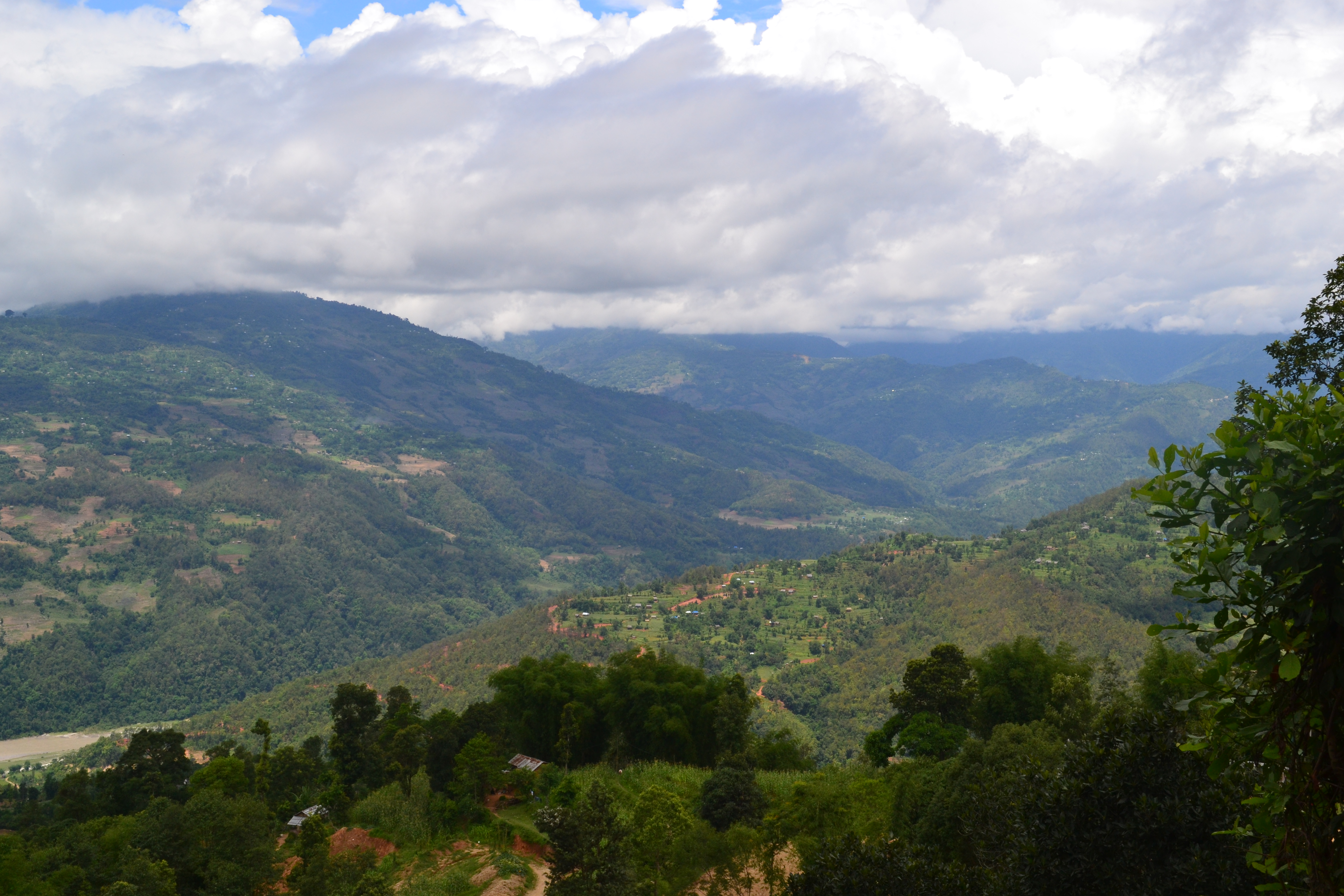
坎德巴里

坎德巴里（खाँदवारी नगरपालिका）是尼泊爾的城鎮，位於該國東部，由戈西省負責管轄，距離首都加德滿都190公里，面積91.03平方公里，海拔高度1,054米，2011年人口26,301。

## 外部連結
- www.sushilchandralamsal.blogspot.com
- UN map of the municipalities of Sankhuwasabha District（页面存档备份，存于）
- （页面存档备份，存于） www.bindas1.tk By Pramod Bhandari